# روین
روین (به فرانسوی: Revin) یک کمون در فرانسه است که در Canton of Revin واقع شده‌است.

## خصوصیات
روین ۳۸٫۴۲ کیلومترمربع مساحت و ۷٬۴۶۲ نفر جمعیت دارد.